# Zelia nitens
Zelia nitens là một loài ruồi trong họ Tachinidae.